# Vlag van Asperen

Vlag van de gemeente Asperen
(1971-1986)

De vlag van Asperen is op 13 mei 1971 vastgesteld als de officiële gemeentelijke vlag van de destijds Zuid-Hollandse gemeente Asperen. De vlag kan als volgt worden beschreven:
Een witte broeking en een rode vlucht op het wit een halve zwarte zwaan met rode snavel en met een hoogte van 4/5 van de vlaghoogte; op het wit de achterhelft van een schip, de onderzijde gegolfd, voorzien van een roer met halmstok en met een hoogte van 2/5 van de vlaghoogte; de zwaan en het schip vormen een geheel.
De vlag is ontworpen door J.F. van Heyningen. Het gemeentewapen was niet gebruikt bij het ontwerp van de vlag; in plaats daarvan is het oude wapen van Asperen gebruikt. Dit wapen toonde het familiewapen van Arkel, met de (heraldisch) rechts in top een zwarte merlet. In plaats van de merlet is gekozen voor een zwaan in de kleur van de merlet. De zwaan is het helmteken van het wapen van het geslacht Van Arkel. Omstreeks 690 keerde ene Jan van Arkel terug naar zijn woonstede door een zwaan te volgen die hem de weg wees. Het schip stelt de ligging van Asperen aan de rivier de Linge voor. De zwaan symboliseert tevens de rijkdom aan watervogels in de gemeente voor, terwijl het schip refereert aan de watersport in het gebied. Om de zwaan levendig te maken heeft deze een rode snavel gekregen.
Op 1 januari 1986 is Asperen opgegaan in de Gelderse fusiegemeente Lingewaal (toen nog Vuren genaamd). De vlag is daardoor als gemeentevlag komen te vervallen. Sinds 1 januari 2019 maakt het gebied deel uit van de gemeente West Betuwe.

## Verwante afbeeldingen

Het Wapen van Asperen, dat niet werd gebruikt voor het vlagontwerp
Het Wapen van Asperen-Heukelom
Het familiewapen van het geslacht Van Arkel

Alkemade 
· Ameide 
· Ammerstol 
· Arkel 
· Asperen 
· Benthuizen 
· Bergambacht 
· Bergschenhoek 
· Berkel en Rodenrijs 
· Bernisse 
· Binnenmaas 
· Bleiswijk 
· Bleskensgraaf en Hofwegen
· Bodegraven 
· Boskoop
· Brielle 
· Cromstrijen 
· De Lier 
· Delfshaven 
· Dirksland 
· Everdingen 
· Geervliet 
· Giessenburg 
· Giessenlanden
· Goedereede 
· Goudswaard 
· Graafstroom 
· 's-Gravendeel 
· 's-Gravenzande 
· Groot-Ammers
· Hagestein 
· Haastrecht 
· Hazerswoude 
· Heenvliet 
· Heerjansdam 
· Hei- en Boeicop
· Heinenoord
· Hellevoetsluis 
· Hillegersberg
· Jacobswoude
· Kamerik
· Korendijk
· Koudekerk aan den Rijn
· Krimpen aan de Lek
· Langerak
· Leerdam
· Leidschendam
· Leimuiden
· Lexmond
· Liemeer
· Liesveld
· Maasland
· Middelharnis
· Mijnsheerenland
· Moerhuizen
· Moerkapelle
· Molenwaard
· Monster
· Moordrecht
· Naaldwijk
· Nederlek
· Nieuw-Beijerland
· Nieuwerkerk aan den IJssel
· Nieuw-Lekkerland
· Nieuwpoort
· Nieuwveen
· Noordwijkerhout
· Nootdorp
· Numansdorp
· Oostflakkee
· Oostvoorne
· Oud-Alblas
· Oud-Beijerland 
· Oude-Tonge 
· Oudenhoorn 
· Ouderkerk 
· Ouderkerk aan den IJssel
· Overschie
· Piershil 
· Pijnacker 
· Poortugaal 
· Puttershoek 
· Reeuwijk 
· Rhoon 
· Rijnsaterwoude 
· Rijnsburg 
· Rijnwoude 
· Rockanje 
· Rozenburg 
· Sassenheim 
· Schelluinen 
· Schipluiden 
· Schoonhoven 
· Schoonrewoerd 
· Sommelsdijk 
· Spijkenisse 
· Streefkerk 
· Strijen 
· Ter Aar 
· Valkenburg 
· Vianen 
· Vierpolders 
· Vlist 
· Voorburg 
· Voorhout 
· Warmond 
· Wateringen 
· Westmaas 
· Westvoorne 
· Woerden 
· Woubrugge 
· Zederik 
· Zevenhoven 
· Zevenhuizen 
· Zevenhuizen-Moerkapelle 
· Zuid-Beijerland 
· Zuidland 
· Zwammerdam 
· Zwartewaal